# Данстанвили
Данстанвили (англ. Dunstanville family) — англонормандский род, представители которого имели владения в Уилтшире, Шропшире, Суссексе, Корнуолле и Оксфордшире. Это был род среднего достатка, его представители не поднимались выше статуса рыцаря. При этом благодаря удачным бракам и королевскому патронату им удалось распространить своё влияние по всей южной Англии и Валлийским маркам.

## История
Их предки жили в Нормандии, вероятно, в Денестанвиле в современном французском департаменте Приморская Сена. Данстанвили перебрались в Англию после Нормандского завоевания, вероятно, в 1090-е годы, когда упоминаются Уолтер де Данстанвиль, его брат Роберт и сын Адам, которые засвидетельствовали хартию короля Вильгельма II Рыжего.
Данстанвили были связаны с Арнульфом де Монтгомери. Роберт де Данстанвиль засвидетельствовал 3 хартии Арнульфа. Вероятно, что именно благодаря связям с Монтгомери Данстанвили получили земли в Суссексе и Шропшире.
В 1114 году упоминается Реджинальд де Данстанвиль и его жена Аделиза де Инсула, которая даровала аббатству Тьюксбери землю в Уилтшире. Их детьми были упоминаемые в 1130 году Реджинальд де Данстанвиль и Гунда де Данстанвиль. Большая часть владений, принадлежавшей этой части рода, упоминается в 1086 году «Книге Страшного суда» как владения Хамфри де Инсула; вероятно, что Аделиза де Инсула была его дочерью.
Данстанвили, вероятно, находились в родстве с Реджинальдом, графом Корнуоллом, незаконнорожденным сыном короля Генриха I Боклерка, которого Ордерик Виталий называет «Реджинальд де Данстанвиль». Хотя степень их родства в источниках не освещается, но ряд представителей рода входил в его окружение. В частности, в числе его приближённых упоминаются Хью де Данстанвил и Роберт де Данстанвиль (ум. ок. 1166). Благодаря этим отношениям Данстанвили во время гражданской войны в Англии были сторонниками императрицы Матильды. Алан I де Данстанвиль, брат Роберта, в 1141 году засвидетельствовал хартию Матильды, а сам Роберт был свидетелем хартий как Матильды, так и её сына, будущего короля Генриха II Плантагенета. Он в середине 1150-х он владел манором Хейтсбери в Уилтшире, приносившим доход в 40 фунтов в год, а примерно с 1160 года — манором Колитон в Девоне с доходом в 20 фунтов в год.
Алан I де Данстанвиль, который, вероятно, был старшим братом Роберта, оставил двух сыновей, Уолтера I и Алана II, а также дочь Аделизу, которая была выдана замуж за юстициария Томаса Бассет, бывшим заметной фигурой при королевском дворе. Уолтер после смерти своего дяди Роберта унаследовал его владения, при этом у него уже были унаследованные от отца земли в Шропшире и Суссексе. Кроме того, после смерти Реджинальда, графа Корнуолла, он унаследовал владения в Уилтшире. Хотя он и был свидетелем ряда хартий Генриха II и принца Джона (будущего короля Иоанна Безземельного), но он был гораздо менее заметной фигурой при королевском дворе, чем его дядя. После того как король Ричард I Львиное Сердце вернулся в Англию из плена, Уолтер и ряд его соратников потерял ряд владений, поскольку король заподозрил их в лояльности к принцу Джону. После этого Уолтер принял крест, но умер около 1195, не успев отправиться в крестовый поход. Его сын, Уолтер II де Данстанвиль, в это время был мал, претензии на опеку над ним претендовали, в том числе, его двоюродные братья Гилберт и Томас Бассеты, дочери Аделизы, попытавшиеся захватить часть его земель. Совершеннолетним Уолтер стал около 1213 года. В 1214 году он участвовал в королевском походе в Пуату, но в 1215 году присоединился к восстанию баронов против Иоанна Безземельного. После смерти Иоанна Уолтер поддержал малолетнего Генриха III, участвуя в валлийской кампании конца 1220-х и французском походе короля. Благодаря удачному браку с Петрониллой, дочерью Уильяма Фицалана, он получил поместье Ислхем в Кембриджшире. Его сын, Уолтер III де Данстанвиль, также участвовал в различных военных кампаниях Генриха III, а также в составе королевской армии в битве при Льюисе. Он умер 14 января 1270 года, после чего род Данстанвилей угас по мужской линии. Наследницей Уолтера III была его дочь Петронила, после неё владения достались Уильяму де Монфору, её сыну от первого брака с Робертом де Монфором, который продал большую часть доставшихся ему земель Данстанвилей.
Родоначальником младшей ветви рода был Алан II де Данстанвиль, брат Уолтера I. Его интересы находились в основном в Оксфордшире, где он с 1180 года владел фьефом от графа Гиффарда. Он женился на Мюриэль, дочери Джеффри Фиц-Уильяма, который, в свою очередь, был держателем фьефа от Гиффарда и передал зятю Шиплейк в Оксфордшире. Кроме того, у Алана были владения в Корнуолле. Его трое сыновей были бездетными, поэтому наследниками их владений стали потомки его дочери Сибиллы, которая была замужем за Уильямом Бассетом из Ипслоу. Один из их дальних потомков, Фрэнсис Бассет (9 августа 1757 — 14 февраля 1835), получил в 1796 году титул барона де Данстанвиля.

## Генеалогия
Ранняя генеалогия рода плохо освещена в источниках. При этом некоторые поздние генеалогии были основаны на поддельных документах XV века, цель которых не установлена, поскольку по мужской линии род угас за 2 века до этого. Семейные связи между ранними представителями рода прослеживаются плохо.
Первая ветвь
- N
  - Уолтер де Данстанвиль (ум. после 1094/1098)[2].
  - Роберт де Данстанвиль[2].
  -  N де Данстанвиль (ум. до 1121)[2].
    -  Алан де Данстанвиль[2].

Вторая ветвь
- N
  -  Реджинальд де Данстанвиль; жена: Аделиза де Инсула (ум. после 1114), возможно, дочь Хамфри де Инсула[1].
    - Реджинальд де Данстанвиль (ум. после 1130)[1].
    -  Гундред (Гунда) де Данстанвиль (ум. после 1130)[1].

Третья ветвь
Имя родоначальника данной ветви неизвестно. Освальд Баррон называет им Реджинальда де Данстанвиля, мужа Аделизы де Инсула, однако источника на это утверждение не приводит. При этом имя Реджинальд в данной ветви не встречается. Возможно, что Алан I де Данстанвиль был одним лицом с племянником Уолтера и Роберта Данстанвиллей из первой ветви.
- N
  - Роберт де Данстанвиль (ум. ок. 1166)[1][2].
  -  Алан I де Данстанвиль (ум. 1141/1156)[1][2].
    - Уолтер I де Данстанвиль (ум. ок. 1195); 1-я жена: Урсула, дочь Реджинальда, графа Корнуолла, и Беатрисы Фиц-Уильям; 2-я жена: Сибилла. Её вторым мужем был Ангерран де Прео[1][2].
      -  (от 2-го брака) Уолтер II де Данстанвиль (ум. до 21 августа 1241); жена: до 22 апреля 1213 Петронилла, дочь Уильяма Фиц-Алана[1][2].
        -  Уолтер III де Данстанвиль (ум. 14 января 1270); жена: Дениза[1][2].
          - Уолтер де Данстанвиль (ум. 21 декабря 1246)[2].
          -  Петронилла де Данстанвиль (22 февраля 1248 — 1284/1292); 1-й муж: до 14 января 1270 Роберт де Монфор (ум. 1274); 2-й муж: с 1275/1276 Джон де ла Мар (ум. 1313/1314)[1][2].

    - Алан II де Данстанвиль (ум. до 1199); жена: Мюриэль (1154/1155 — после 10 октября 1200), дочь Джеффри Фиц-Уильяма и Эммы де Ланжето[1][2].
      - Уолтер де Данстанвиль (ум. до 1206)[1].
      - Алан III де Данстанвиль (ум. до 1225/1228); жена: Изабелла де Вотор, дочь Роджера де Вотора из Девона. Её вторым мужем был Томас I Корбе[1][2].
      - Джефри де Данстанвиль (ум. 1234)[1].
      -  Сибилла де Данстанвиль (ум. до 26 февраля 1208); муж: Уильям Бассет из Ипсдена (ум. после 26 февраля 1208)[1][2].

    -  Аделиза де Данстанвиль (ум. ок. 1210); муж: Томас Бассет (I) (ум. ок. 1182), шериф Оксфордшира в 1163—1164, барон казначейства в 1169—1181, юстициарий Южной и Западной Англии в 1175 и 1179—1181[1][2][4].